# Пепперелл (Массачусетс)
Пепперелл (англ. Pepperell) — город в США, в округе Мидлсекс, штат Массачусетс. Население — 11 497 человек (2010).

## Демография
| Год переписи                       | Нас.  |  | %±     |
| ---------------------------------- | ----- |  | ------ |
| 1850                               | 1754  |  | —      |
| 1860                               | 1895  |  | 8%     |
| 1870                               | 1842  |  | −2,8%  |
| 1880                               | 2348  |  | 27,5%  |
| 1890                               | 3127  |  | 33,2%  |
| 1900                               | 3701  |  | 18,4%  |
| 1910                               | 2953  |  | −20,2% |
| 1920                               | 2468  |  | −16,4% |
| 1930                               | 2922  |  | 18,4%  |
| 1940                               | 3114  |  | 6,6%   |
| 1950                               | 3460  |  | 11,1%  |
| 1960                               | 4336  |  | 25,3%  |
| 1970                               | 5887  |  | 35,8%  |
| 1980                               | 8061  |  | 36,9%  |
| 1990                               | 10098 |  | 25,3%  |
| 2000                               | 11142 |  | 10,3%  |
| 2010                               | 11497 |  | 3,2%   |
| 1850–2010 * = population estimate. |       |  |        |

Согласно переписи 2010 года, в городе проживало 11 497 человек в 4197 домохозяйствах в составе 3116 семей.
Расовый состав населения:
- 96,4 % — белых
- 1,2 % — азиатов
- 0,5 % — черных или афроамериканцев
- 0,2 % — коренных американцев

К двум или более расам принадлежало 1,4 %. Доля испаноязычных составляла 1,7 % от всех жителей.
По возрастному диапазону население распределилось следующим образом: 25,2 % — лица моложе 18 лет, 65,0 % — лица в возрасте 18-64 лет, 9,8 % — лица в возрасте 65 лет и старше. Медиана возраста жителя составила 41,6 года. На 100 лиц женского пола в городе приходилось 98,4 мужчин; на 100 женщин в возрасте от 18 лет и старше — 95,5 мужчин также старше 18 лет.
Средний доход на одно домашнее хозяйство составил 111 082 доллара США (медиана — 90 029), а средний доход на одну семью — 126 069 долларов (медиана — 104 265). Медиана доходов составляла 76 643 доллары для мужчин и 51 480 долларов для женщин. За чертой бедности находились 5,6 % лиц, в том числе 5,8 % детей в возрасте до 18 лет и 5,2 % лиц в возрасте 65 лет и старше.
Гражданское трудоустроено население составляло 6375 человек. Основные отрасли занятости: образование, охрана здоровья и социальная помощь — 25,4 %, ученые, специалисты, менеджеры — 14,7 %, производство — 12,8 %.